# Modulacja częstotliwości

Przebieg oraz jego modulacja amplitudy i częstotliwości

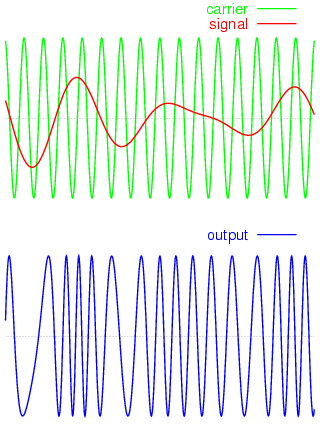
Modulacja częstotliwości

Modulacja częstotliwości, FM (ang. Frequency Modulation) – kodowanie informacji w fali nośnej przez zmiany jej chwilowej częstotliwości w zależności od sygnału wejściowego, tj. jej modulację.
Modulacja częstotliwości jest systemem transmisji sygnału analogowego stosowanym do przesyłania sygnału radiowego radia rozsiewczego w zakresie fal ultrakrótkich, stąd zakres ten w mowie potocznej często określa się jako „FM”. Modulację częstotliwości stosowało się też w transmisji sygnału w analogowej telewizji satelitarnej oraz dźwięku w większości analogowych systemach telewizji naziemnej oraz informacji o kolorze (chrominancji) w systemie telewizji kolorowej SECAM. System ten umożliwia odfiltrowanie po stronie odbiornika znacznie więcej zakłóceń niż w systemie AM. W przypadku transmisji dźwięku w systemach analogowych telewizji naziemnej oraz radiofonii fal ultrakrótkich w ten sposób wyeliminowano między innymi wpływ wyładowań atmosferycznych oraz systemów elektroenergetycznych średnich i wysokich napięć na sygnał użyteczny. Sygnał po odebraniu i wzmocnieniu może być ograniczony do takiej samej amplitudy, dzięki czemu udaje się wyeliminować większość zakłóceń.
Częstotliwość sygnału nośnego o częstotliwości {\displaystyle f_{n}} zmienia się w zakresie od {\displaystyle f_{n}-\Delta _{f}} do {\displaystyle f_{n}+\Delta _{f},} gdzie {\displaystyle \Delta _{f}} to tzw. dewiacja częstotliwości; stosunek {\displaystyle m_{f}={\frac {\Delta _{f}}{f_{n}}}} nazywa się wskaźnikiem dewiacji częstotliwości lub współczynnikiem modulacji częstotliwości.

## Realizacja modulatora FM
Jako modulator FM najczęściej stosuje się diodę pojemnościową w obwodzie rezonansowym generatora, która zmieniając swoją pojemność w takt zmian napięcia sygnału modulującego zmienia częstotliwość generowanej fali nośnej.

## FM cyfrowe
Oznaczenie FM stosuje się też do oznaczania niektórych technik kodowania informacji cyfrowej. Najbardziej znany jako system zapisu informacji na nośnikach magnetycznych. Przy odczycie sygnału z takiego nośnika dość trudny jest sam odczyt namagnesowania, znacznie łatwiejszy jest odczyt zmian namagnesowania (pola magnetycznego), gdyż wywołuje ono powstanie prądu indukcyjnego w głowicy magnetycznej.
Przy zapisie FM kierunek pola magnetycznego zmieniany jest na początku komórki bitowej oraz w jej środku, ale tylko wtedy, gdy kodowana jest jedynka (binarna).
Algorytm kodowania 1 bitu metodą FM:
- Zmień kierunek prądu,
- Czekaj połowę okresu,
- Jeśli 1, to zmień kierunek prądu,
- Czekaj połowę okresu.

Zapis liczby binarnej 010011 wywoła następujący przepływ prądu:
| 0   | 1   | 0   | 0   | 1   | 1   |
| --- | --- | --- | --- | --- | --- |
| + + | − + | − − | + + | − + | − + |

Nadawaniu ciągu jedynek odpowiada sygnał o częstotliwości dwa razy większej niż przy nadawaniu ciągu zer, dlatego ten sposób zapisu nazwano FM. Sposób ten został wyparty przez system MFM, a następnie przez RLL.